# Macioszyce
Macioszyce (biał. Мацешыцы; ros. Матешицы) – wieś na Białorusi, w obwodzie grodzieńskim, w rejonie nowogródzkim, w sielsowiecie Brolniki.
Właścicielem Macioszyc w początkach XVIII w. był Jan Leszczyłowski, prapradziadek Adama Mickiewicza, ścięty za bigamię. W dwudziestoleciu międzywojennym wieś leżała w Polsce, województwie nowogródzkim, w powiecie nowogródzkim.